# Marathon van Houston 2010
De marathon van Houston 2010 (ook wel Chevron Houston) vond plaats op zondag 18 januari 2010.

## Uitslagen

### Mannen
| rang   | naam              | land | tijd    |
| ------ | ----------------- | ---- | ------- |
| Goud   | Teshome Gelana    | ETH  | 2:07.37 |
| Zilver | Zembala Yigeze    | ETH  | 2:08.27 |
| Brons  | Jason Mbote       | KEN  | 2:08.58 |
| 4      | Hussan Adelo      | ETH  | 2:09.09 |
| 5      | Charles Kibiwott  | KEN  | 2:09.10 |
| 6      | Brett Gotcher     | USA  | 2:10.35 |
| 7      | Eric Gillis       | CAN  | 2:13.52 |
| 8      | Josh Ordway       | USA  | 2:16.52 |
| 9      | Karim El Mabchour | MAR  | 2:18.27 |
| 10     | Andrew Cook       | USA  | 2:23.19 |

### Vrouwen
| rang   | naam               | land | tijd    |
| ------ | ------------------ | ---- | ------- |
| Goud   | Teyba Erkesso      | ETH  | 2:23.53 |
| Zilver | Margarita Plaksina | RUS  | 2:28.44 |
| Brons  | Alemitu Abera      | ETH  | 2:31.01 |
| 4      | Paige Higgins      | USA  | 2:33.22 |
| 5      | Lydia Kurgat       | KEN  | 2:36.14 |
| 6      | Erin Moeller       | USA  | 2:40.55 |
| 7      | Jenna Boren        | USA  | 2:42.55 |
| 8      | Melina Rittenhouse | USA  | 2:43.46 |
| 9      | Kelly Chin         | USA  | 2:44.44 |
| 10     | Jill Horst         | USA  | 2:47.06 |

1972 ·
1973 ·
1974  ·
1975 ·
1976 ·
1977 ·
1978 ·
1979 ·
1980 ·
1981 ·
1982 ·
1983 ·
1984 ·
1985 ·
1986 ·
1987 ·
1988 ·
1989 ·
1990 ·
1991 ·
1992 ·
1993 ·
1994 ·
1995 ·
1996 ·
1997 ·
1998 ·
1999 ·
2000 ·
2001 ·
2002 ·
2003 ·
2004 ·
2005 ·
2006 ·
2007 ·
2008 ·
2009 ·
2010 ·
2011 ·
2012 ·
2013 ·
2014 ·
2015 ·
2016 ·
2017